# Square dance
Pour les articles homonymes, voir Square dance (homonymie).

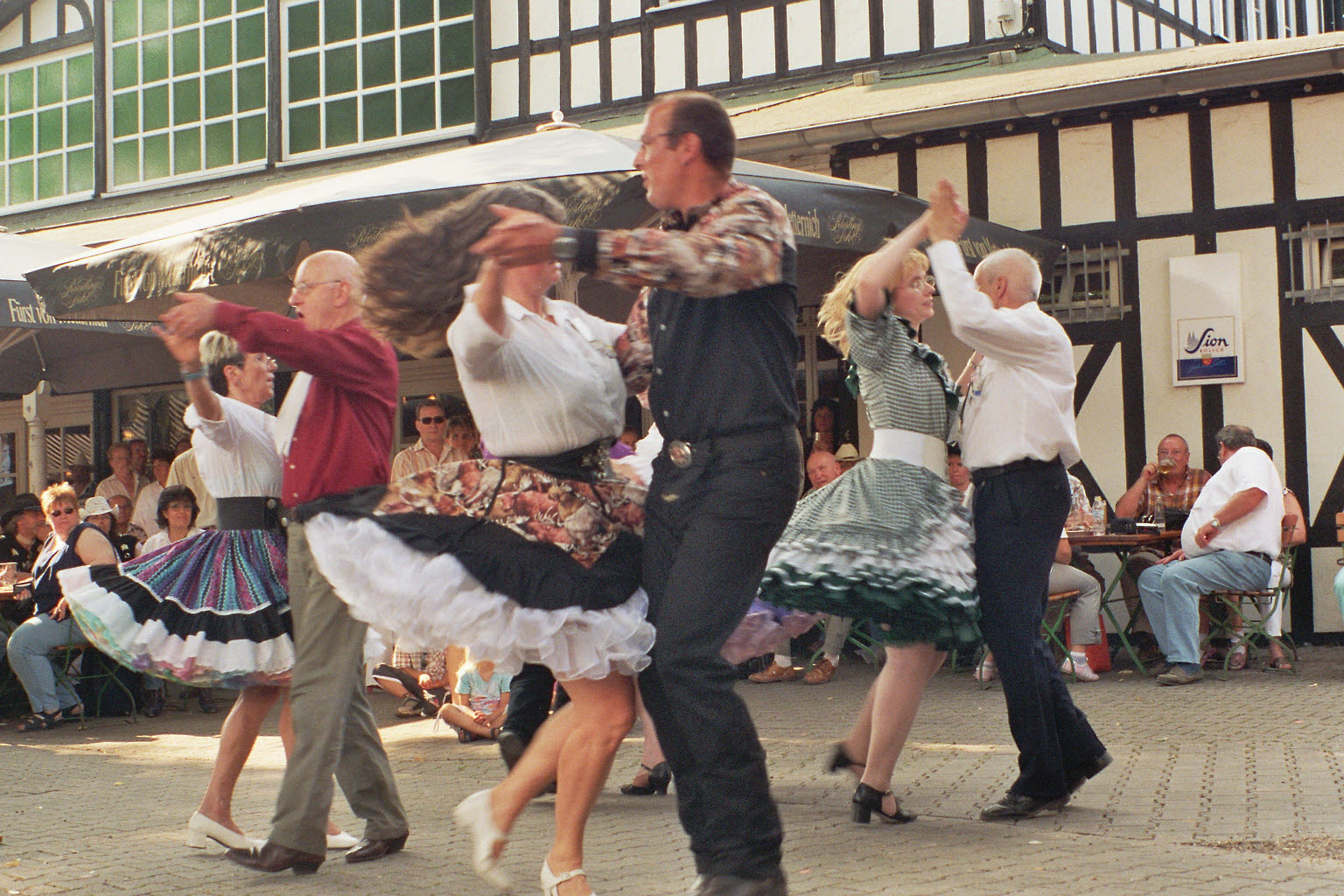
Un groupe de square dance

Le square dance (danse carrée au Québec et Nouveau-Brunswick ) se danse en quadrille, soit quatre couples formant chacun l'un des côtés d'un carré (square en anglais).
Elle est parfois appelée call dance, car un meneur (un musicien ou une sorte de maître à danser, appelé au Québec « le caller » ou le « câlleur ») annonce la figure qui doit être effectuée par les danseurs. Cependant, certaines danses possèdent une chorégraphie traditionnelle, le caller n'étant alors là que pour rappeler la figure.
Elle ne doit pas être confondue avec la country dance (ou danse country), danse anglaise du XVIIe siècle, à l'origine de la contredanse.

## Description

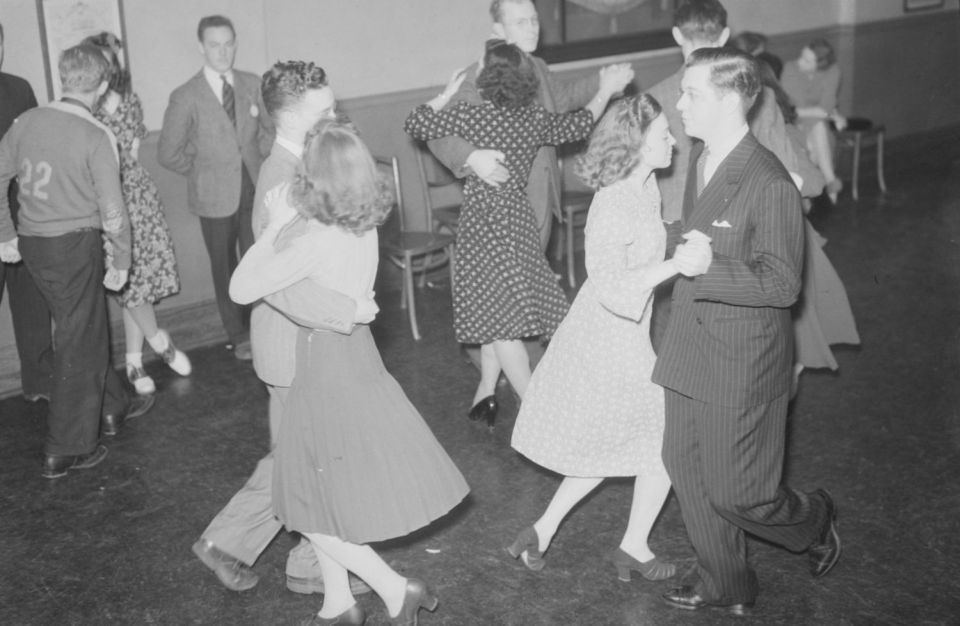
Danse carrée à Montréal en 1941 (cliché Conrad Poirier).

La square dance trouve notamment ses sources dans le quadrille du XVIIIe siècle. Elle se danse, entre autres, sur la musique old time des Appalaches, et, plus généralement sur la musique country western.
En raison du contexte historique de son origine, la square dance a d'abord été beaucoup moins codifiée que le quadrille. En effet, les danseurs, des pionniers venus d'Europe en quête d'une terre pour s'installer, étaient amenés en permanence à danser avec de nouveaux partenaires. C'est pourquoi le besoin d'un meneur (ou caller) se fit sentir de sorte que la même figure soit exécutée par tous en même temps. D'autre part, les callers qui pouvaient encadrer toute une soirée étaient rares ; la plupart d'entre eux étaient itinérants et ne connaissaient qu'un nombre très réduit de calls, et il n'existait que très peu de publications expliquant comment effectuer ces appels. 
Le caller explique les mouvements au fur et à mesure, les danseurs ne connaissant pas à l'avance la succession des figures. Ces derniers doivent donc être attentifs et réagir immédiatement aux  instructions données  par le caller. Tout d'abord relativement explicites et en nombre réduit, les annonces se sont progressivement codifiées et multipliées de façon considérable. Les positions, formations et mouvements se sont normalisées à partir de 1923, sous l'impulsion de Ford qui a sponsorisé de nombreux instructeurs, puis, durant les années 30 sous l'influence de Lloyd Shaw. 
Les figures de base réalisées par les danseurs sont aujourd'hui au nombre de 70. Une série de calls s'appelle le hoedown.